# نات يونغ
نات يونغ (بالإنجليزية: Nat Young)‏ هو متركمج أسترالي، ولد في 14 نوفمبر 1947 في سيدني في أستراليا.

## وصلات خارجية
- نات يونغ على موقع الرابطة العالمية لركوب الأمواج (الإنجليزية)
- نات يونغ على موقع EncyclopediaOfSurfing.com (الإنجليزية)
- نات يونغ على موقع قاعة أستراليا للمشاهير الرياضية (الإنجليزية)